# Gare de Hrodivka
La gare de Hrodivka (en ukrainien : Гродівка) est une gare du Réseau ferré de Donestk en Ukraine.

## Histoire
C'est une gare ferroviaire de marchandises de 1ère classe de la direction Lyman du chemin de fer de Donetsk, à l'intersection de deux lignes Iassynouvata à Pokrovsk et Hrodivka à Plasty.